# J2 League 2023
La J2 League 2023, también conocida como «Meiji Yasuda J2 League 2023» (en japonés: 2023 明治安田生命J2リーグ, romanizado: 2023 Meiji Yasuda Seimei J2 Rīgu) por razones de patrocinio, fue la vigésimo quinta edición de la J2 League, la segunda división japonesa de fútbol, desde su creación en 1999.

## Sistema de juego
El torneo se disputó en un formato de todos contra todos a ida y vuelta, de manera tal que cada equipo debió jugar un partido de local y uno de visitante contra sus otros veintiún contrincantes. Una victoria se puntuó con tres unidades, mientras que el empate valió un punto y la derrota, ninguno.
Para desempatar se utilizaron los siguientes criterios:
1. Puntos
2. Diferencia de goles
3. Goles anotados
4. Resultados entre los equipos en cuestión
5. Desempate o sorteo

Los dos equipos con más puntos al final del campeonato ascendieron a la J1 League 2024. Los cuatro siguientes mejor ubicados disputaron los play-offs para determinar los restantes ascendidos.
Los cuatro últimos de la tabla de posiciones descendieron automáticamente a la J3 League 2024, siempre y cuando los ascendidos de este torneo tuvieran licencia para disputar la J2 League o no sean equipos filiales.

## Equipos participantes

### Relevos
| Pos. | Ascendidos a J1 League |
| ---- | ---------------------- |
| 1.º  | Albirex Niigata        |
| 2.º  | Yokohama FC            |

| Pos. | Descendidos a J3 League |
| ---- | ----------------------- |
| 21.º | FC Ryukyu               |
| 22.º | Iwate Grulla Morioka    |

| Pos. | Descendidos de J1 League |
| ---- | ------------------------ |
| 17.º | Shimizu S-Pulse          |
| 18.º | Júbilo Iwata             |

| Pos. | Ascendidos de J3 League |
| ---- | ----------------------- |
| 1.º  | Iwaki FC                |
| 2.º  | Fujieda MYFC            |

### Información
| Equipo              | Ciudad     | Estadio                                      | Capacidad   | Posición  | Licencia |
| ------------------- | ---------- | -------------------------------------------- | ----------- | --------- | -------- |
| Blaublitz Akita     | Akita      | Soyu Stadium                                 | 20 125      | J2 (12.º) | J1       |
| Fagiano Okayama     | Okayama    | City Light Stadium                           | 20 000      | J2 (3.º)  | J1       |
| Fujieda MYFC        | Fujieda    | Fujieda Soccer Stadium                       | 13 000      | J3 (2.º)  | J2       |
| Iwaki FC            | Iwaki      | J-Village Stadium & Iwaki Greenfield Stadium | 5000 & 5600 | J3 (1.º)  | J2       |
| JEF United Chiba    | Chiba      | Fukuda Denshi Arena                          | 18 500      | J2 (10.º) | J1       |
| Júbilo Iwata        | Iwata      | Yamaha Stadium                               | 15 156      | J1 (18.º) | J1       |
| Machida Zelvia      | Tokio      | Machida Athletic Stadium                     | 10 600      | J2 (15.º) | J1       |
| Mito HollyHock      | Mito       | K's denki Stadium Mito                       | 12 000      | J2 (13.º) | J1       |
| Montedio Yamagata   | Yamagata   | ND Soft Stadium                              | 20 315      | J2 (6.º)  | J1       |
| Oita Trinita        | Ōita       | Showa Denko Dome Oita                        | 40 000      | J2 (5.º)  | J1       |
| Omiya Ardija        | Saitama    | NACK5 Stadium Omiya                          | 15 500      | J2 (19.º) | J1       |
| Renofa Yamaguchi    | Yamaguchi  | Yamaguchi Ishin Park Stadium                 | 20 000      | J2 (16.º) | J1       |
| Roasso Kumamoto     | Kumamoto   | Egao Kenko Stadium                           | 32 000      | J2 (4.º)  | J1       |
| Shimizu S-Pulse     | Shizuoka   | IAI Stadium Nihondaira                       | 20 339      | J1 (17.º) | J1       |
| Thespakusatsu Gunma | Gunma      | Shoda Shoyu Stadium Gunma                    | 15 253      | J2 (20.º) | J1       |
| Tochigi SC          | Utsunomiya | Kanseki Stadium Tochigi                      | 25 244      | J2 (17.º) | J1       |
| Tokushima Vortis    | Tokushima  | Pocarisweat Stadium                          | 20 441      | J2 (8.º)  | J1       |
| Tokyo Verdy         | Tokio      | Ajinomoto Stadium                            | 49 970      | J2 (9.º)  | J1       |
| V-Varen Nagasaki    | Nagasaki   | Nagasaki Athletic Stadium                    | 20 246      | J2 (11.º) | J1       |
| Vegalta Sendai      | Sendai     | Yurtec Stadium Sendai                        | 19 694      | J2 (7.º)  | J1       |
| Ventforet Kofu      | Kofu       | Yamanashi Chuo Bank Stadium                  | 17 000      | J2 (18.º) | J1       |
| Zweigen Kanazawa    | Kanazawa   | Ishikawa Kanazawa Stadium                    | 20 000      | J2 (14.º) | J1       |

## Localización
| Prefectura | N.º | Equipos                                      |
| ---------- | --- | -------------------------------------------- |
| Shizuoka   | 3   | Fujieda MYFC, Júbilo Iwata y Shimizu S-Pulse |
| Tokio      | 2   | Machida Zelvia y Tokyo Verdy                 |
| Akita      | 1   | Blaublitz Akita                              |
| Chiba      | 1   | JEF United Chiba                             |
| Fukushima  | 1   | Iwaki FC                                     |
| Gunma      | 1   | Thespakusatsu Gunma                          |
| Ibaraki    | 1   | Mito HollyHock                               |
| Ishikawa   | 1   | Zweigen Kanazawa                             |
| Kumamoto   | 1   | Roasso Kumamoto                              |
| Miyagi     | 1   | Vegalta Sendai                               |
| Nagasaki   | 1   | V-Varen Nagasaki                             |
| Oita       | 1   | Oita Trinita                                 |
| Okayama    | 1   | Fagiano Okayama                              |
| Saitama    | 1   | Omiya Ardija                                 |
| Tochigi    | 1   | Tochigi                                      |
| Tokushima  | 1   | Tokushima Vortis                             |
| Yamagata   | 1   | Montedio Yamagata                            |
| Yamaguchi  | 1   | Renofa Yamaguchi                             |
| Yamanashi  | 1   | Ventforet Kofu                               |

## Desarrollo

### Tabla de posiciones
Actualizado el 11 de noviembre de 2023.
| Pos. | Equipo                | Pts. | PJ | G  | E  | P  | GF | GC | Dif. | Ascenso o descenso                    |
| ---- | --------------------- | ---- | -- | -- | -- | -- | -- | -- | ---- | ------------------------------------- |
| 1    | Machida Zelvia (C, A) | 87   | 42 | 26 | 9  | 7  | 79 | 35 | +44  | Ascenso a la J1 League 2024           |
| 2    | Júbilo Iwata (A)      | 75   | 42 | 21 | 12 | 9  | 74 | 44 | +30  | Ascenso a la J1 League 2024           |
| 3    | Tokyo Verdy (A)       | 75   | 42 | 21 | 12 | 9  | 57 | 31 | +26  | Clasifican a los play-offs de ascenso |
| 4    | Shimizu S-Pulse       | 74   | 42 | 20 | 14 | 8  | 78 | 34 | +44  | Clasifican a los play-offs de ascenso |
| 5    | Montedio Yamagata     | 67   | 42 | 21 | 4  | 17 | 64 | 54 | +10  | Clasifican a los play-offs de ascenso |
| 6    | JEF United Chiba      | 67   | 42 | 19 | 10 | 13 | 61 | 53 | +8   | Clasifican a los play-offs de ascenso |
| 7    | V-Varen Nagasaki      | 65   | 42 | 18 | 11 | 13 | 70 | 56 | +14  |                                       |
| 8    | Ventforet Kofu        | 64   | 42 | 18 | 10 | 14 | 60 | 50 | +10  |                                       |
| 9    | Oita Trinita          | 62   | 42 | 17 | 11 | 14 | 54 | 56 | −2   |                                       |
| 10   | Fagiano Okayama       | 58   | 42 | 13 | 19 | 10 | 49 | 49 | 0    |                                       |
| 11   | Thespakusatsu Gunma   | 57   | 42 | 14 | 15 | 13 | 44 | 44 | 0    |                                       |
| 12   | Fujieda MYFC          | 52   | 42 | 14 | 10 | 18 | 61 | 72 | −11  |                                       |
| 13   | Blaublitz Akita       | 51   | 42 | 12 | 15 | 15 | 37 | 44 | −7   |                                       |
| 14   | Roasso Kumamoto       | 49   | 42 | 13 | 10 | 19 | 52 | 53 | −1   |                                       |
| 15   | Tokushima Vortis      | 49   | 42 | 10 | 19 | 13 | 43 | 53 | −10  |                                       |
| 16   | Vegalta Sendai        | 48   | 42 | 12 | 12 | 18 | 48 | 61 | −13  |                                       |
| 17   | Mito HollyHock        | 47   | 42 | 11 | 14 | 17 | 49 | 66 | −17  |                                       |
| 18   | Iwaki                 | 47   | 42 | 12 | 11 | 19 | 45 | 69 | −24  |                                       |
| 19   | Tochigi               | 44   | 42 | 10 | 14 | 18 | 39 | 47 | −8   |                                       |
| 20   | Renofa Yamaguchi      | 44   | 42 | 10 | 14 | 18 | 37 | 67 | −30  |                                       |
| 21   | Omiya Ardija (D)      | 39   | 42 | 11 | 6  | 25 | 37 | 71 | −34  | Descenso a la J3 League 2024          |
| 22   | Zweigen Kanazawa (D)  | 35   | 42 | 9  | 8  | 25 | 41 | 70 | −29  | Descenso a la J3 League 2024          |

 Fuente: Meiji Yasuda J2 League
Criterios de clasificación: 1) Puntos; 2) Gol diferencia; 3) Goles anotados; 4) Puntos en partidos directos; 5) Gol diferencia en partidos directos; 6) Goles anotados en partidos directos; 7) Puntos fair-play.

### Resultados
| Local \ Visitante   | BLA | FAG | FUJ | IWA | JEF | JUB | ZEL | MIT | MON | OIT | OMI | REN | ROA | SSP | GUN | TOC | VOR | VER | VEG | VEN | VVN | ZWE |
| ------------------- | --- | --- | --- | --- | --- | --- | --- | --- | --- | --- | --- | --- | --- | --- | --- | --- | --- | --- | --- | --- | --- | --- |
| Blaublitz Akita     |     | 0–1 | 1–3 | 1–1 | 1–0 | 1–1 | 1–2 | 1–1 | 1–1 | 0–0 | 2–1 | 0–1 | 1–1 | 1–1 | 0–0 | 2–1 | 1–1 | 0–1 | 0–1 | 0–1 | 0–0 | 0–0 |
| Fagiano Okayama     | 0–2 |     | 2–3 | 1–1 | 0–5 | 2–1 | 1–3 | 1–0 | 2–0 | 1–0 | 1–1 | 1–1 | 0–0 | 0–0 | 2–1 | 1–1 | 2–0 | 1–2 | 1–0 | 2–3 | 2–2 | 3–0 |
| Fujieda MYFC        | 0–1 | 2–2 |     | 2–4 | 3–1 | 0–1 | 0–0 | 1–0 | 1–2 | 0–2 | 2–3 | 0–0 | 0–4 | 2–0 | 5–1 | 1–1 | 3–0 | 0–5 | 3–2 | 1–4 | 2–0 | 1–1 |
| Iwaki               | 0–1 | 1–2 | 2–3 |     | 0–0 | 0–1 | 0–1 | 4–3 | 1–3 | 1–3 | 2–1 | 0–1 | 0–4 | 1–7 | 2–1 | 1–0 | 1–0 | 0–0 | 2–2 | 1–1 | 0–1 | 1–0 |
| JEF United Chiba    | 2–1 | 1–1 | 3–2 | 1–0 |     | 0–1 | 0–2 | 1–1 | 1–3 | 1–1 | 1–0 | 4–0 | 1–0 | 1–0 | 2–2 | 1–0 | 2–2 | 1–0 | 3–1 | 2–1 | 1–3 | 1–0 |
| Júbilo Iwata        | 2–0 | 2–3 | 4–1 | 1–1 | 2–3 |     | 1–1 | 5–0 | 2–1 | 1–1 | 3–2 | 0–0 | 1–1 | 2–2 | 4–2 | 2–0 | 2–3 | 1–1 | 4–1 | 1–1 | 1–0 | 2–1 |
| Machida Zelvia      | 0–1 | 1–1 | 1–0 | 2–3 | 1–3 | 2–1 |     | 3–0 | 5–0 | 3–1 | 3–2 | 2–0 | 2–1 | 2–1 | 2–0 | 0–1 | 2–1 | 2–2 | 0–0 | 3–3 | 4–1 | 1–0 |
| Mito HollyHock      | 1–1 | 1–1 | 1–4 | 2–2 | 4–1 | 1–5 | 1–1 |     | 3–1 | 0–1 | 0–0 | 0–1 | 0–3 | 1–1 | 1–2 | 2–2 | 3–1 | 0–2 | 1–0 | 2–4 | 3–3 | 3–0 |
| Montedio Yamagata   | 2–1 | 2–0 | 3–2 | 3–0 | 1–0 | 1–3 | 0–3 | 0–1 |     | 5–0 | 1–1 | 1–1 | 2–0 | 2–1 | 2–1 | 2–0 | 0–1 | 0–2 | 4–1 | 2–1 | 5–1 | 0–1 |
| Oita Trinita        | 2–1 | 1–0 | 1–0 | 1–2 | 2–1 | 2–1 | 0–3 | 0–1 | 0–1 |     | 0–1 | 3–1 | 1–1 | 1–2 | 2–1 | 1–0 | 3–3 | 1–0 | 2–3 | 2–1 | 1–1 | 4–3 |
| Omiya Ardija        | 1–0 | 1–1 | 2–3 | 1–5 | 2–1 | 1–0 | 0–1 | 1–2 | 2–1 | 3–0 |     | 2–1 | 0–3 | 0–3 | 0–1 | 0–0 | 1–3 | 0–2 | 1–1 | 0–2 | 0–4 | 2–0 |
| Renofa Yamaguchi    | 1–2 | 2–2 | 0–3 | 0–0 | 1–1 | 1–1 | 0–2 | 1–2 | 1–0 | 2–2 | 1–0 |     | 1–3 | 0–6 | 1–0 | 1–1 | 2–2 | 0–2 | 2–0 | 3–2 | 1–1 | 3–2 |
| Roasso Kumamoto     | 0–1 | 1–2 | 0–2 | 2–4 | 2–2 | 0–2 | 0–3 | 0–0 | 0–3 | 1–3 | 3–0 | 3–1 |     | 0–1 | 2–0 | 3–0 | 1–1 | 0–1 | 0–1 | 2–0 | 0–2 | 3–1 |
| Shimizu S-Pulse     | 0–1 | 1–0 | 5–0 | 9–1 | 2–2 | 1–0 | 3–2 | 0–0 | 3–0 | 0–0 | 4–0 | 1–0 | 1–3 |     | 1–3 | 2–0 | 0–0 | 2–1 | 1–1 | 0–0 | 3–2 | 3–0 |
| Thespakusatsu Gunma | 0–0 | 0–0 | 0–0 | 1–0 | 1–2 | 1–1 | 0–0 | 2–1 | 1–0 | 0–1 | 2–0 | 2–1 | 1–1 | 1–1 |     | 1–0 | 0–0 | 0–0 | 1–2 | 2–1 | 1–0 | 1–1 |
| Tochigi             | 1–2 | 2–1 | 2–0 | 1–0 | 0–1 | 1–2 | 1–1 | 2–2 | 2–1 | 1–1 | 2–1 | 0–0 | 1–1 | 1–1 | 1–2 |     | 2–2 | 0–2 | 2–2 | 3–0 | 0–0 | 4–0 |
| Tokushima Vortis    | 0–0 | 1–1 | 0–0 | 2–0 | 3–3 | 0–3 | 2–1 | 0–2 | 1–1 | 1–2 | 0–1 | 2–0 | 0–1 | 1–1 | 0–0 | 1–0 |     | 0–2 | 1–1 | 1–2 | 0–4 | 2–0 |
| Tokyo Verdy         | 2–1 | 2–3 | 2–2 | 0–0 | 3–2 | 0–0 | 0–1 | 0–0 | 1–2 | 1–0 | 1–0 | 2–0 | 3–0 | 0–1 | 2–2 | 1–0 | 0–0 |     | 0–2 | 0–0 | 1–2 | 1–0 |
| Vegalta Sendai      | 2–2 | 1–1 | 1–1 | 0–1 | 2–1 | 2–3 | 1–3 | 0–1 | 2–1 | 1–0 | 1–0 | 1–1 | 1–0 | 0–3 | 0–2 | 1–0 | 1–1 | 3–4 |     | 0–0 | 0–1 | 2–3 |
| Ventforet Kofu      | 5–1 | 0–0 | 2–1 | 1–0 | 0–1 | 0–1 | 1–0 | 2–1 | 1–2 | 3–2 | 5–1 | 4–0 | 2–0 | 1–0 | 0–3 | 1–0 | 1–1 | 1–1 | 0–3 |     | 1–1 | 0–2 |
| V-Varen Nagasaki    | 4–2 | 0–0 | 5–1 | 0–0 | 0–1 | 2–1 | 0–6 | 4–0 | 3–2 | 2–2 | 2–0 | 0–1 | 4–1 | 1–1 | 2–1 | 1–2 | 1–2 | 1–2 | 2–1 | 2–1 |     | 5–1 |
| Zweigen Kanazawa    | 0–2 | 1–1 | 1–1 | 3–0 | 2–0 | 1–2 | 1–2 | 2–1 | 0–1 | 2–2 | 1–2 | 5–2 | 1–1 | 0–3 | 1–1 | 0–1 | 0–1 | 0–3 | 2–1 | 0–1 | 2–0 |     |

### Play-offs
En la temporada 2023 se aplicó el formato habitual. Los play-offs de ascenso se disputaron a partir de la fase de semifinales, donde los enfrentamientos estaban previamente determinados. Basado en las posiciones de J2 al final de la temporada regular: el equipo tercero jugó contra el sexto, mientras que el cuarto jugó contra el quinto. Los ganadores de las semifinales jugaron la final de la eliminatoria de promoción, siendo el ganador el ascendido a la J1 League.
En caso de empate en cualquiera de los partidos de play-off, el equipo con la mejor clasificación se clasificó para la siguiente fase. El orden de colocación actualmente fue: J2 3.º, 4.º, 5.º y 6.º lugar.
Para la temporada 2023, tres equipos ascendieron a la J1 League 2024. No hubo play-offs de descenso entre J1 y J2.
|  | Semifinales          | Semifinales          | Semifinales          |                 |             | Final          | Final          | Final          |  |
|  | 25 y 26 de noviembre | 25 y 26 de noviembre | 25 y 26 de noviembre |                 |             | 2 de diciembre | 2 de diciembre | 2 de diciembre |  |
|  |                      |                      |                      |                 |             |                |                |                |  |
|  |                      |                      |                      |                 |             |                |                |                |  |
|  | 3                    | Tokyo Verdy          | 2                    |                 |             |                |                |                |  |
|  | 3                    | Tokyo Verdy          | 2                    |                 |             |                |                |                |  |
|  | 6                    | JEF United Chiba     | 1                    |                 |             |                |                |                |  |
|  | 6                    | JEF United Chiba     | 1                    |                 | Tokyo Verdy | Tokyo Verdy    | 1              |                |  |
|  |                      |                      |                      |                 | Tokyo Verdy | Tokyo Verdy    | 1              |                |  |
|  |                      |                      | Shimizu S-Pulse      | Shimizu S-Pulse | 1           |                |                |                |  |
|  | 4                    | Shimizu S-Pulse      | Shimizu S-Pulse      | Shimizu S-Pulse | 1           | 0              |                |                |  |
|  | 4                    | Shimizu S-Pulse      |                      |                 |             | 0              |                |                |  |
|  | 5                    | Montedio Yamagata    | 0                    |                 |             |                |                |                |  |
|  | 5                    | Montedio Yamagata    | 0                    |                 |             |                |                |                |  |
|  |                      |                      |                      |                 |             |                |                |                |  |

- Los horarios corresponden a la hora local de Japón: (UTC+9).

#### Semifinales
| 25 de noviembre                                                          | Shimizu S-Pulse | 0 – 0   | Montedio Yamagata | Estadio Nihondaira, Shizuoka                             |                                                          |
| 13:00                                                                    |                 | Reporte |                   | Asistencia: 15 742 espectadores Árbitro(s): Takuto Okabe | Asistencia: 15 742 espectadores Árbitro(s): Takuto Okabe |
| Shimizu S-Pulse avanzó por tener mejor clasificación en la fase regular. |                 |         |                   |                                                          |                                                          |

| 26 de noviembre | Tokyo Verdy                 | 2 – 1   | JEF United Chiba | Estadio Ajinomoto, Tokio                                  |                                                           |
| 15:00           | - Nakahara 34' - Morita 44' | Reporte | Komori 78'       | Asistencia: 25 150 espectadores Árbitro(s): Hajime Matsuo | Asistencia: 25 150 espectadores Árbitro(s): Hajime Matsuo |

#### Final
| 2 de diciembre                                                         | Tokyo Verdy         | 1 – 1   | Shimizu S-Pulse           | Estadio Nacional, Tokio                                     |                                                             |
| 14:05                                                                  | Someno 90+6' (pen.) | Reporte | Thiago Santana 63' (pen.) | Asistencia: 53 264 espectadores Árbitro(s): Akihiko Ikeuchi | Asistencia: 53 264 espectadores Árbitro(s): Akihiko Ikeuchi |
| Tokyo Verdy ascendió por tener mejor clasificación en la fase regular. |                     |         |                           |                                                             |                                                             |